# 젠틀맨: 더 시리즈
《젠틀맨: 더 시리즈》(영어: The Gentlemen)는 2024년부터 넷플릭스에서 방영 중인 영국과 미국의 액션 코미디 텔레비전 시리즈이다. 가이 리치의 영화 《젠틀맨》(2019)의 스핀오프 작품이다.
2024년 3월 시즌 1이 공개되었다. 2024년 8월 시즌 2가 제작된다는 사실이 발표되었다.
2024년 제76회 프라임타임 에미상에서 가이 리치가 코미디 시리즈 부문 연출상 후보에 올랐다.

## 개요
잉글랜드 홀스테드 공작은 사망하면서 책임감 없는 장남 프레디를 건너뛰고 유엔 평화유지군 대위인 차남 에디를 후계로 지목한다.
갑자기 가문을 이끌게 된 에디는 형 프레디가 리버풀 마약상 토미 딕슨에게 빚진 800만 파운드를 갚기 위해 돈을 마련하던 중 아버지와 대마왕 보비 글라스 사이에서 금전 거래가 있었으며 이에 따라 아버지가 영지에서 대마를 키워 왔다는 것을 알게 된다.

## 출연진
메인
- 시오 제임스 - 에드워드 “에디” 호니먼 역: 제13대 홀스테드 공작.
- 카야 스코델라리오 - 수전 “수지” 글라스 역: 수감 중인 아버지 보비 글라스를 대신해 거대 범죄 집단에서 실질적 수장을 맡고 있다.
- 대니얼 잉스 - 프레더릭 “프레디” 호니먼 경 역: 에디의 무책임한 코카인 중독자 형.
- 조엘리 리처드슨 - 서브리나 호니먼 공작 부인 역
- 비니 존스 - 제프리 “제프” 시컴 역: 홀스테드 영지의 사냥터 지기.
- 에드워드 폭스 - 아치볼드 호니먼 역: 제12대 홀스테드 공작.
- 잔카를로 에스포시토 - 스탠리 존스턴 역: 홀스테드 영지를 사려고 하는 미국인 백만장자.
- 레이 윈스턴 - 로버트 “보비” 글라스 역: 수감 중인 대마 왕국의 수장. 홀스테드 영지를 대마 사업에 쓰고 있다.
- 프레디 폭스 - 맥스 배싱턴 역: 제9대 배싱턴 스마이스 경. 배우. 실은 나치 추종자이다.
- 크리스토페르 히비우 - 플로리안 데흐로트 역: 벨기에인. 제브뤼허를 경유하는 대마 유럽 공급책.

리커링
- 맥스 비즐리 - 헨리 콜린스 역: 전 육군 장교. 성공한 런던 권투 흥행사.

게스트
- 피터 세러피너위치 - 토미 딕슨 역